# Bob, Agente dell'Hydra
Bob, Agente dell'Hydra (Bob, Agent of Hydra) è un personaggio dei fumetti, creato da Fabian Nicieza (testi) e Reilly Brown (disegni), pubblicato dalla Marvel Comics. La prima apparizione avviene in Cable & Deadpool n. 38.

## Biografia del personaggio
Originario di New York, Bob è un giovanotto senza particolari qualità che è entrato a far parte dell'organizzazione terroristica Hydra principalmente per dare dimostrazione di essere un "vincente" alla moglie, dalla quale sembra sia separato. Pare che la sua decisione sia stata influenzata dall'offerta ai dipendenti di un piano di cure dentali tutto compreso, un benefit non previsto dai rivali dell'AIM.
In precedenza lavorava nel settore del giardinaggio.
Bob viene "convinto" da Deadpool ad aiutarlo nell'impresa di far fuggire Alex Hayden da una base Hydra dove questi è stato rinchiuso per essere sottoposto ad esperimenti. In seguito verrà adottato come mascotte e assistente dallo stesso Deadpool, che chiama rispettosamente "Mr. Wilson".
Nonostante sia totalmente inadatto al combattimento e non abbia un addestramento particolare al di là di quello - del tutto trascurabile - riservato agli elementi di basso livello dell'Hydra, in momenti di particolare gravità (come il dover pilotare un aereo senza brevetto o lo scontro con un triceratopo infetto dal simbionte Venom) Bob sembra essere occasionalmente soggetto a subitanei colpi di fortuna.
In seguito all'indottrinamento subito, Bob ha la tendenza a gridare gli slogan dell'Hydra ogniqualvolta è colto da un attacco di panico. Tramite lo stesso procedimento è stato condizionato ad odiare Capitan America, ma si troverà a combattere al fianco del Capitano e di Bucky contro il supremo scienziato nazista Arnim Zola nel corso di un viaggio nel tempo.
Ha una cotta mal dissimulata per Outlaw, una delle assistenti di Hayden, e stando a Weasel aggiorna periodicamente un proprio blog su Internet.
Il personaggio è il primo comprimario di Deadpool ad apparire al di fuori di un flashback sulle pagine della collana in solitaria del mercenario. Intervenuto per aiutare "Mr. Wilson", Bob si ritroverà presto in acque molto agitate.

## In altri media

### Film
Nella serie di film X-Men, Bob è interpretato da Rob Hayter. Compare in:
- Deadpool (2016)

### Videogiochi
Bob appare in:
- Marvel Super Hero Squad Online
- Marvel vs. Capcom 3: Fate of Two Worlds
- Marvel: Avengers Alliance
- Marvel Heroes
- Marvel Puzzle Quest
- Marvel Future Revolution
- Marvel's Midnight Suns